# Linha 1 do Metrô da Cidade do México

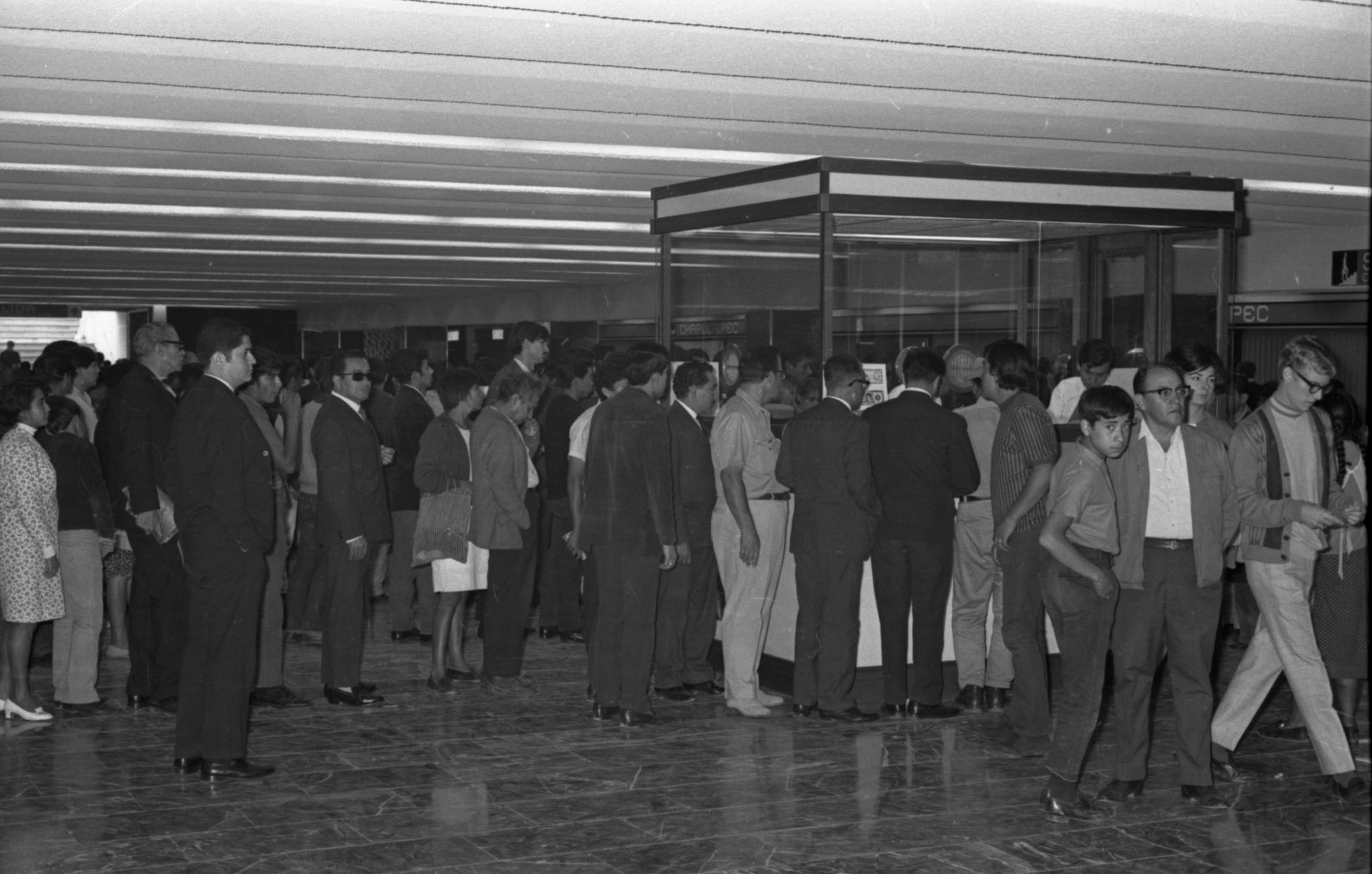
Pessoas comprando ingressos no primeiro dia de operações da linha, 5 de setembro de 1969.

A Linha 1: Pantitlán ↔ Observatorio é uma das linhas em operação do Metrô da Cidade do México, inaugurada no dia 4 de setembro de 1969. Estende-se por cerca de 18,828 km, dos quais 16,654 km são usados para serviço e o restante para manobras. A cor distintiva da linha é o rosa.
Possui um total de 20 estações em operação, das quais 19 são subterrâneas e 1 é superficial. As estações Balderas, Candelaria, Pantitlán, Pino Suárez, Salto del Agua, San Lázaro e Tacubaya possibilitam integração com outras linhas do Metrô da Cidade do México.
A linha, operada pelo Sistema de Transporte Colectivo, possui o segundo maior tráfego do sistema, tendo registrado um movimento de 260.544.843 passageiros em 2016. Atende as seguintes demarcações territoriais da Cidade do México: Álvaro Obregón, Cuauhtémoc, Iztacalco, Miguel Hidalgo e Venustiano Carranza.

## Trechos
A Linha 1, ao longo dos anos, foi sendo ampliada a medida que novos trechos eram entregues. A tabela abaixo lista cada trecho construído, junto com sua data de inauguração, sua extensão, o número de estações inauguradas, a extensão acumulada da linha e o número de estações acumulado:
| Trecho                    | Inauguração            | Extensão entregue | N.º de estações entregue | Extensão acumulada | N.º de estações acumulado |
| ------------------------- | ---------------------- | ----------------- | ------------------------ | ------------------ | ------------------------- |
| Zaragoza ↔ Chapultepec    | 4 de setembro de 1969  | 12,660 km         | 16                       | 12,660 km          | 16                        |
| Chapultepec ↔ Juanacatlán | 11 de abril de 1970    | 1,046 km          | 1                        | 13,706 km          | 17                        |
| Juanacatlán ↔ Tacubaya    | 20 de novembro de 1970 | 1,140 km          | 1                        | 14,846 km          | 18                        |
| Tacubaya ↔ Observatorio   | 10 de junho de 1972    | 1,705 km          | 1                        | 16,551 km          | 19                        |
| Pantitlán ↔ Zaragoza      | 22 de agosto de 1984   | 2,227 km          | 1                        | 18,828 km          | 20                        |

## Estações

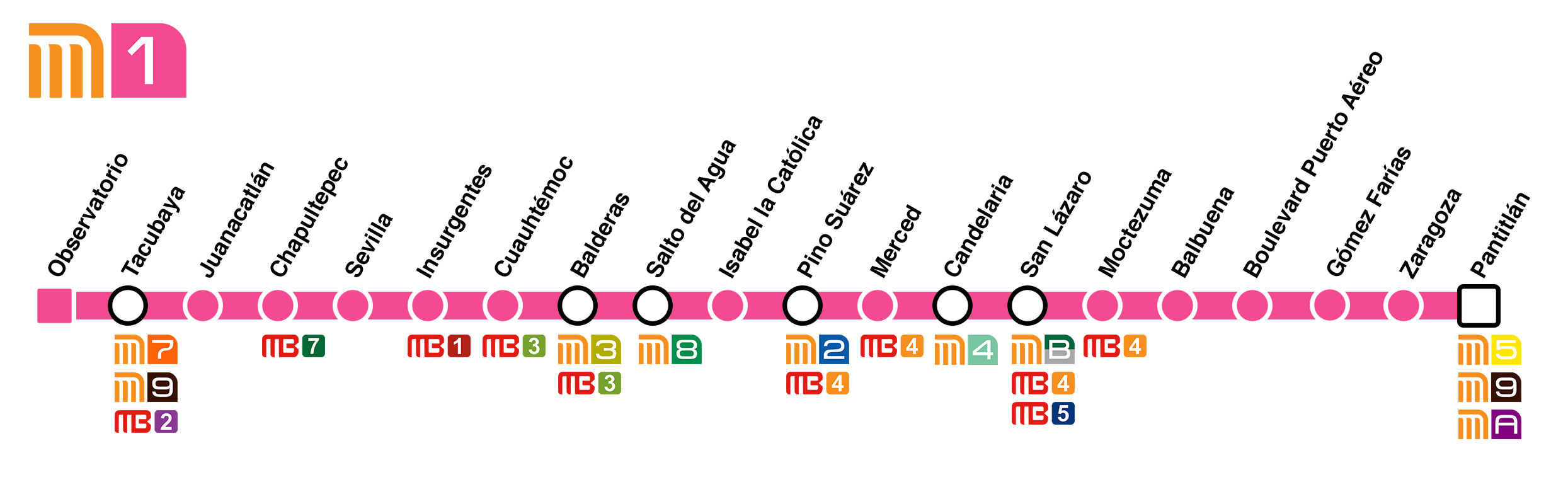
Plano da linha.

| Nome                   | Inauguração            | Demarcação territorial          | Integração | Posição     | Latitude      | Longitude     |
| ---------------------- | ---------------------- | ------------------------------- | ---------- | ----------- | ------------- | ------------- |
| Pantitlán              | 19 de dezembro de 1984 | Iztacalco / Venustiano Carranza |            | Subterrânea | 19° 24' 55" N | 99° 04' 20" O |
| Zaragoza               | 4 de setembro de 1969  | Venustiano Carranza             | -          | Subterrânea | 19° 24' 44" N | 99° 04' 57" O |
| Gómez Farías           | 4 de setembro de 1969  | Venustiano Carranza             | -          | Subterrânea | 19° 24' 59" N | 99° 05' 25" O |
| Boulevard Puerto Aéreo | 4 de setembro de 1969  | Venustiano Carranza             | -          | Subterrânea | 19° 25' 11" N | 99° 05' 45" O |
| Balbuena               | 4 de setembro de 1969  | Venustiano Carranza             | -          | Subterrânea | 19° 25' 24" N | 99° 06' 08" O |
| Moctezuma              | 4 de setembro de 1969  | Venustiano Carranza             | -          | Subterrânea | 19° 25' 38" N | 99° 06' 37" O |
| San Lázaro             | 4 de setembro de 1969  | Venustiano Carranza             |            | Subterrânea | 19° 25' 49" N | 99° 06' 53" O |
| Candelaria             | 4 de setembro de 1969  | Venustiano Carranza             |            | Subterrânea | 19° 25' 44" N | 99° 07' 10" O |
| Merced                 | 4 de setembro de 1969  | Venustiano Carranza             | -          | Subterrânea | 19° 25' 32" N | 99° 07' 29" O |
| Pino Suárez            | 4 de setembro de 1969  | Cuauhtémoc                      |            | Subterrânea | 19° 25' 31" N | 99° 07' 59" O |
| Isabel la Católica     | 4 de setembro de 1969  | Cuauhtémoc                      | -          | Subterrânea | 19° 25' 36" N | 99° 08' 16" O |
| Salto del Agua         | 4 de setembro de 1969  | Cuauhtémoc                      |            | Subterrânea | 19° 25' 37" N | 99° 08' 32" O |
| Balderas               | 4 de setembro de 1969  | Cuauhtémoc                      |            | Subterrânea | 19° 25' 39" N | 99° 08' 57" O |
| Cuauhtémoc             | 4 de setembro de 1969  | Cuauhtémoc                      | -          | Subterrânea | 19° 25' 33" N | 99° 09' 17" O |
| Insurgentes            | 4 de setembro de 1969  | Cuauhtémoc                      | -          | Subterrânea | 19° 25' 24" N | 99° 09' 47" O |
| Sevilla                | 4 de setembro de 1969  | Cuauhtémoc                      | -          | Subterrânea | 19° 25' 19" N | 99° 10' 14" O |
| Chapultepec            | 4 de setembro de 1969  | Cuauhtémoc                      | -          | Subterrânea | 19° 25' 15" N | 99° 10' 35" O |
| Juanacatlán            | 11 de abril de 1970    | Miguel Hidalgo                  | -          | Subterrânea | 19° 24' 46" N | 99° 10' 56" O |
| Tacubaya               | 20 de novembro de 1970 | Miguel Hidalgo                  |            | Subterrânea | 19° 24' 12" N | 99° 11' 14" O |
| Observatorio           | 10 de junho de 1972    | Álvaro Obregón                  | -          | Superfície  | 19° 23' 54" N | 99° 12' 01" O |